# The Bee Gees Sing and Play 14 Barry Gibb Songs
The Bee Gees Sing and Play 14 Barry Gibb Songs és el primer àlbum dels Bee Gees. Totes les cançons van ser escrites per Barry Gibb. El disc va ser publicat per Leedon a Austràlia el novembre de 1965.

## Llista de cançons
1. I Was a Lover a Leader of Men
2. I Don't Think It's Funny
3. How Love Was True
4. To Be or Not To Be
5. Timber
6. Claustrophobia
7. Could It Be
8. And The Children Laughing
9. Wine and Women
10. Don't Say Goodbye
11. Peace Of Mind
12. Take Hold of That Star
13. You Wouldn't Know
14. Follow The Wind

## Crèdits
- Barry Gibb: veu i guitarra.
- Robin Gibb: veu i orgue.
- Maurice Gibb: veu, guitarra i orgue.
- Bruce Davis i Leith Ryan: guitarra.
- Bill Swindells: baix.
- Laurie Wardman: bateria.
- Robert Iredale: enginyer.
- Bill Shepherd: productor.